# Heros (1998)

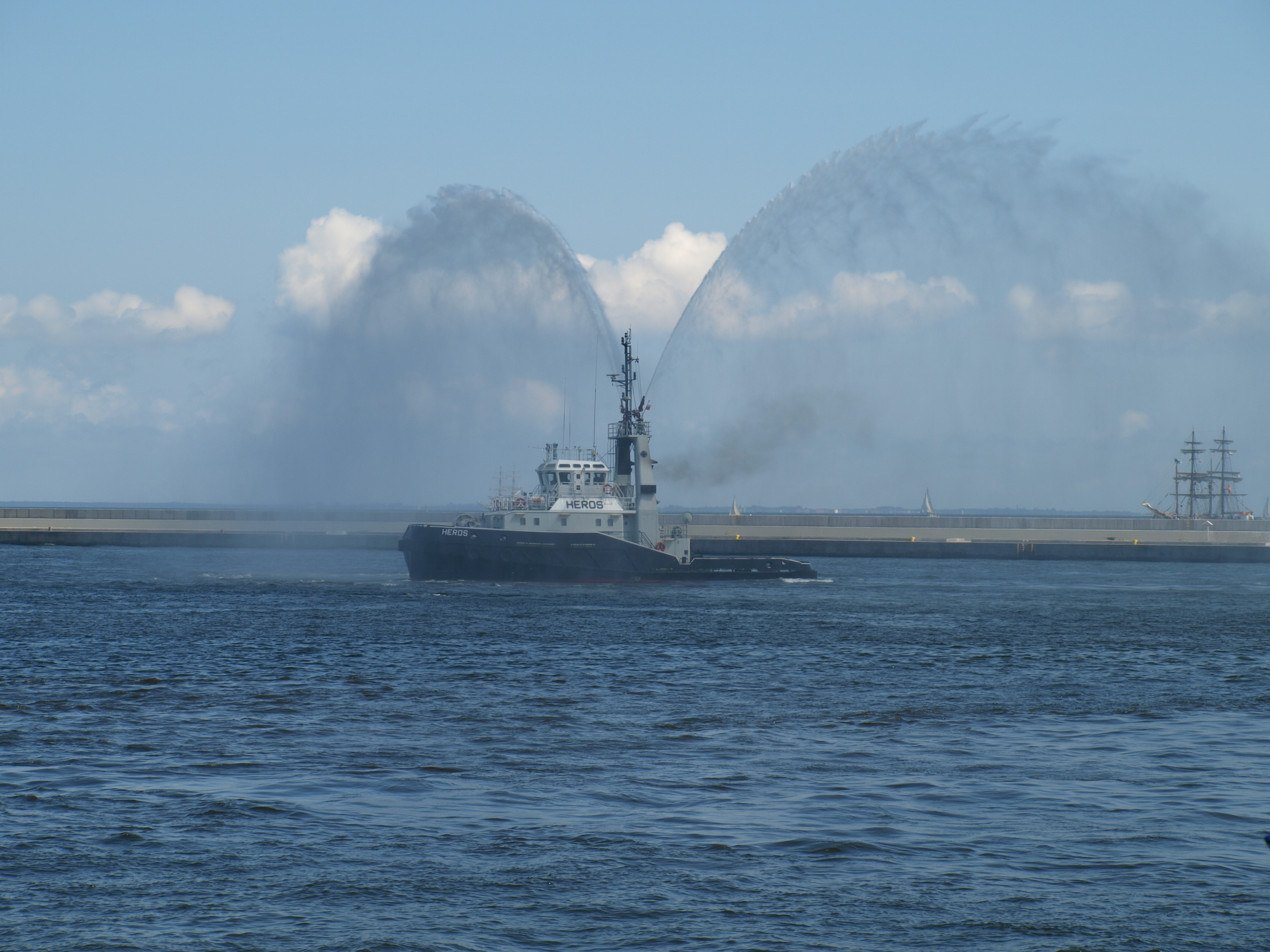
„Heros” demonstruje działanie działek wodnych, 2009 r.

Heros – polski wielozadaniowy holownik portowo-redowy typu H-3000/II, eksploatowany od 1998 roku, zbudowany w Stoczni Remontowej Nauta w Gdyni. Obsługiwał port w Gdyni, następnie w Szczecinie i Świnoujściu.

## Historia
Holownik został zamówiony przez WUŻ Przedsiębiorstwo Usług Żeglugowych i Portowych Gdynia, będące spółką z grupy Port Gdynia Holding SA. Kontrakt na budowę jednostki podpisano 14 lipca 1997 roku, a wodowano ją z podnośnika zatapialnego 15 grudnia 1997 roku. Holownik został zaprojektowany w biurze konstrukcyjnym Stoczni Remontowej Nauta, autorem projektu był Jerzy Matryba. Jego napęd i wyposażenie specjalistyczne pochodzi z firm zagranicznych. Budowany był w stoczni Nauta pod numerem budowy 446.  Chrzest, przekazanie do eksploatacji i podniesienie bandery miało miejsce 23 czerwca 1998 roku; matką chrzestną była prezydent Gdyni Franciszka Cegielska.
Służbę „Heros” rozpoczął na przełomie lipca i sierpnia 1998 roku. Jest on przeznaczony do obsługi statków w portach, stoczniach i na redach, holowań morskich w ograniczonym zakresie żeglugi, prowadzenia akcji przeciwpożarowych jako jednostka pomocnicza oraz do pracy w średnich warunkach lodowych zamarzającego morza niearktycznego. Może być używany jako holownik eskortowy. Przez dłuższy czas był najsilniejszym holownikiem bazującym w porcie w Gdyni, z uciągiem na palu 45 T. Armatorem holownika było WUŻ Przedsiębiorstwo Usług Żeglugowych i Portowych Gdynia Sp. z o.o., przejęte następnie przez niemiecki Fairplay Towage. Od lipca 2015 roku „Heros” został przeniesiony do obsługi portów w Szczecinie i w Świnoujściu.

## Opis
Holownik został zbudowany według przepisów Polskiego Rejestru Statków dla spełnienia wymogów klasy +KM II L2 hol. i innych. Może być eksploatowany w rejonie żeglugi II ograniczonym – na morzach zamkniętych, jak Morze Bałtyckie, oraz morzach otwartych w odległości do 50 Mm od lądu, jak Morze Północne. Kadłub ma wysoką dziobówkę i niski pokład roboczy na rufie, z obniżonym nadburciem. Konfiguracja jest typowa dla współczesnych holowników tylnonapędowych tego rodzaju, z nadbudówką i sterówką umieszczoną na szczycie długiej dziobówki, obszernym pokładem rufowym i wciągarkami holowniczymi na dziobie i rufie. Przeszklona sterówka zapewnia dobrą widoczność we wszystkich kierunkach. Za sterówką znajdują się dwa kominy, połączone platformą, na której ustawione są armatki wodno-pianowe i maszt główny. Kadłub jest całkowicie spawany, z poprzecznym układem wiązań i podstawowym odstępem wręgowym 0,5 m. Dziób ma profil lodołamaczowy; dziobnica jest wzmocniona do pchania. Dzielność morską zapewniają wysoka dziobówka i stępki przechyłowe o specjalnej konstrukcji, zmniejszające kołysanie. Otwory w nadburciach umożliwiają odpływ wody z nisko położonego pokładu rufowego. Kadłub podzielony jest trzema grodziami na przedziały wodoszczelne: skrajnik dziobowy z magazynem bosmańskim, pomieszczenia mieszkalne i magazyny, siłownia z pomieszczeniem pędników oraz skrajnik rufowy ze zbiornikami paliwa. W dziobówce znajdują się cztery dwuosobowe kabiny, a w nadbudówce kabiny kapitana i mechanika.
Napęd stanowią dwa amerykańskie silniki wysokoprężne Caterpillar CAT 3516 DI, czterosuwowe, w układzie V16, o maksymalnej mocy trwałej po 1413 kW (1921 KM) przy 1800 obr./min. Silniki chłodzone są wodą morską. Napęd przenoszony jest za pomocą wałów na dwa pędniki azymutalne fińskiej firmy Aquamaster-Rauma typu US 2002/3250, zamocowane pod częścią rufową, o kącie obrotu 360°, obejmujące czteropłatowe śruby o średnicy 2150 mm w dyszach typu PV. Napęd sterowany jest zdalnie ze sterówki, a siłownia jest zautomatyzowana. Ponadto holownik ma dwa zespoły prądotwórcze z silnikami Caterpillar 3304 BT o mocy po 85 kW (115 KM). Pojemność zbiorników paliwa wynosi 149 m³.
Uciąg na palu gwarantowany na próbach wynosi 450 kN (45 Ton). Holownik ma dwie wciągarki z napędem hydraulicznym, produkcji Hydro-Naval Ustka na norweskiej licencji. Do holowań portowych wykorzystywana jest głównie dziobowa wciągarka kotwiczno-holownicza o uciągu do 150 kN (na hamulcu – 900 kN). Wciągarka rufowa ma uciąg do 300 kN (na hamulcu – 1000 kN). Za wciągarką rufową znajduje się hak holowniczy firmy Seebeck/Mampaey Offshore Industries BV o uciągu 500 kN, o kącie obrotu ok. 180°. Holownik ma dwie kotwice o podwyższonej sile trzymania, o masie po 495 kg, w kluzach kotwicznych. Wokół całego obwodu burt przebiegają odbojnice, na burtach stalowe, na dziobie i rufie z profili gumowych produkcji Trellex (Szwecja).
W skład wyposażenia przeciwpożarowego wchodzi wodna pompa pożarowa o wydajności 700 m³/h, dwie pompy środka pianotwórczego, system zraszania holownika mgłą wodną i dwa działka wodno-pianowe o wydajności po 300 m³/h, zdalnie sterowane, o zasięgu ok. 100 m dla rury wodnej i 65 m dla rury pianowej. Pojemność zbiorników środka pianotwórczego wynosi 12 m³.
Holownik posiada odpowiednie wyposażenie radiowo-nawigacyjne, jak m.in. radiostacja pośredniofalowa SSB Sailor 250, radiotelefon UKF RT-2048, odbiornik nasłuchowy, terminal komunikacji satelitarnej Inmarsat C, odbiornik GPS, radar nawigacyjny główny Koden MD-3950, radar pomocniczy Koden MD-3604, echosonda nawigacyjna Koden CVS 106 i system sterowania statkiem Simrad AP9 Mk II.